# Banhòlas
Banhòlas (en francès Bagnoles) és un municipi de França de la regió d'Occitània, al departament de l'Aude.